# Show Low
Show Low est une ville américaine du comté de Navajo, en Arizona.
La ville est fondée en 1870 par Marion Clark et Corydon E. Cooley, qui y ouvrent un arrêt pour les diligences. Leur affaire n'est cependant pas assez rentable pour qu'ils restent partenaires. Ils décident de jouer la propriété au seven up (en), jeu de carte populaire de l'époque. D'après la légende, alors que les deux sont à égalité, Clark aurait dit à Cooley : « You show low, and you win ». Cooley sortit un deux de trèfle et l'emporta. La ville devrait son nom à cet événement. Aujourd'hui, sa rue principale s'appelle d'ailleurs Deuce of Clubs (deux de trèfle) en souvenir de cette partie.
Selon les estimations du Bureau du recensement des États-Unis, la ville compte 10 860 habitants en 2015, légèrement plus que les 10 660 habitants recensés en 2010. La municipalité s'étend sur 41,17 milles carrés (106,63 km2), dont 40,94 milles carrés (106,03 km2) de terres et 0,23 milles carrés (0,6 km2) d'eau.

## Démographie
| 1910 | 1920 | 1930 | 1960  | 1970  | 1980  |
| ---- | ---- | ---- | ----- | ----- | ----- |
| 201  | 258  | 315  | 1 625 | 2 129 | 4 298 |

| 1990  | 2000  | 2010   | - | - | - |
| ----- | ----- | ------ | - | - | - |
| 5 019 | 7 695 | 10 660 | - | - | - |